# پلنگ‌آباد (اشتهارد)
پلنگ‌آباد  شهری از توابع بخش پلنگ‌آباد شهرستان اشتهارد که در استان البرز ایران واقع شده است. مهندس شهریاری

## جمعیت
این شهر در بخش پلنگ آباد قرار دارد و براساس سرشماری مرکز آمار ایران در سال ۱۳۸۵، جمعیت آن 1400 نفر (۲۸۵خانوار) بوده‌است   
- «نتایج سرشماری عمومی نفوس و مسکن ۱۳۸۵». درگاه ملی آمار ایران. بایگانی‌شده از اصلی در ۱ ژانویه ۲۰۱۳. دریافت‌شده در ۱ ژانویه ۲۰۱۳.